# اما شاپلن
اِما شاپلَن (به انگلیسی: Emma Shapplin) خواننده سوپرانوی فرانسوی است.

## کودکی
اما شاپلن زادهٔ ۱۹ می ۱۹۷۴ در جنوب پاریس است.او در دوران کودکی بیشتر به ورزش‌هایی مثل فوتبال و فعالیت‌های پسرانه مانند از درخت بالا رفتن تمایل نشان می‌داد و هیچ نشانی از علاقه به موسیقی یا خوانندگی در او مشاهده نمی‌شد. زندگی شاپلن از زمانی تغییر یافت که یکی از دوستانش او را به یک معلم موسیقی معرفی کرد. اِمای چهارده ساله شروع به فراگیری فن آواز نزد استاد ۷۰ ساله‌اش کرد.

## زندگی حرفه‌ای
در نوزده سالگی خانه پدری‌اش را ترک کرد و به آپارتمان خودش در قسمتی دیگر از پاریس نقل مکان کرد. در همین دوره که همچنان مشغول فراگیری فنون خوانندگی نزد اساتید مختلف بود اولین دموی خود را ضبط کرد و با یاری یکی از دوستانش موفق شد که نوار دمو را به خواننده معروف فرانسوی ژان پاتریک کپدویل عرضه کند. کپدویل که شیفته صدای اِما شده بود و البته سلیقه‌ای همسو در زمینه اپرا با او داشت به وی پیشنهاد ساخت قطعات نخستین آلبومش را داد. بعد از مشورت با چند تهیه‌کننده آنها به این نتیجه رسیدند که آلبوم اول اِما در ژانر کلاسیک ساخته شود.
«Spente le stelle» و «Cuor Senza Sangue» اولین آهنگ‌های تکی از آلبوم Carmine Meo بودند که منتشر شدند. این آلبوم که در دسامبر ۱۹۹۷ منتشر شد نوید ظهور یک استعداد جدید در میان خوانندگان زن دهه ۹۰ را می‌داد. Carmine Meo به سرعت به جایگاه نخست در جدول فروش فرانسه دست یافت و در کم‌تر از ۲ ماه ۱۰۰/۰۰۰ نسخه از آن به‌فروش رفت.
آلبوم بعدی شاپلن که Etterna نام داشت در سال ۲۰۰۲ روانه بازار شد. با این‌که زبان مادری اِما شاپلن فرانسوی است او آثارش را به زبان ایتالیایی می‌خواند. خودش در این باره گفته است: ایتالیایی زبانی است که طبیعتش خواندن است.